# Balocha flavocapitata
Balocha flavocapitata är en insektsart som beskrevs av Kato 1933. Balocha flavocapitata ingår i släktet Balocha och familjen dvärgstritar. Inga underarter finns listade i Catalogue of Life.